# Bhangra

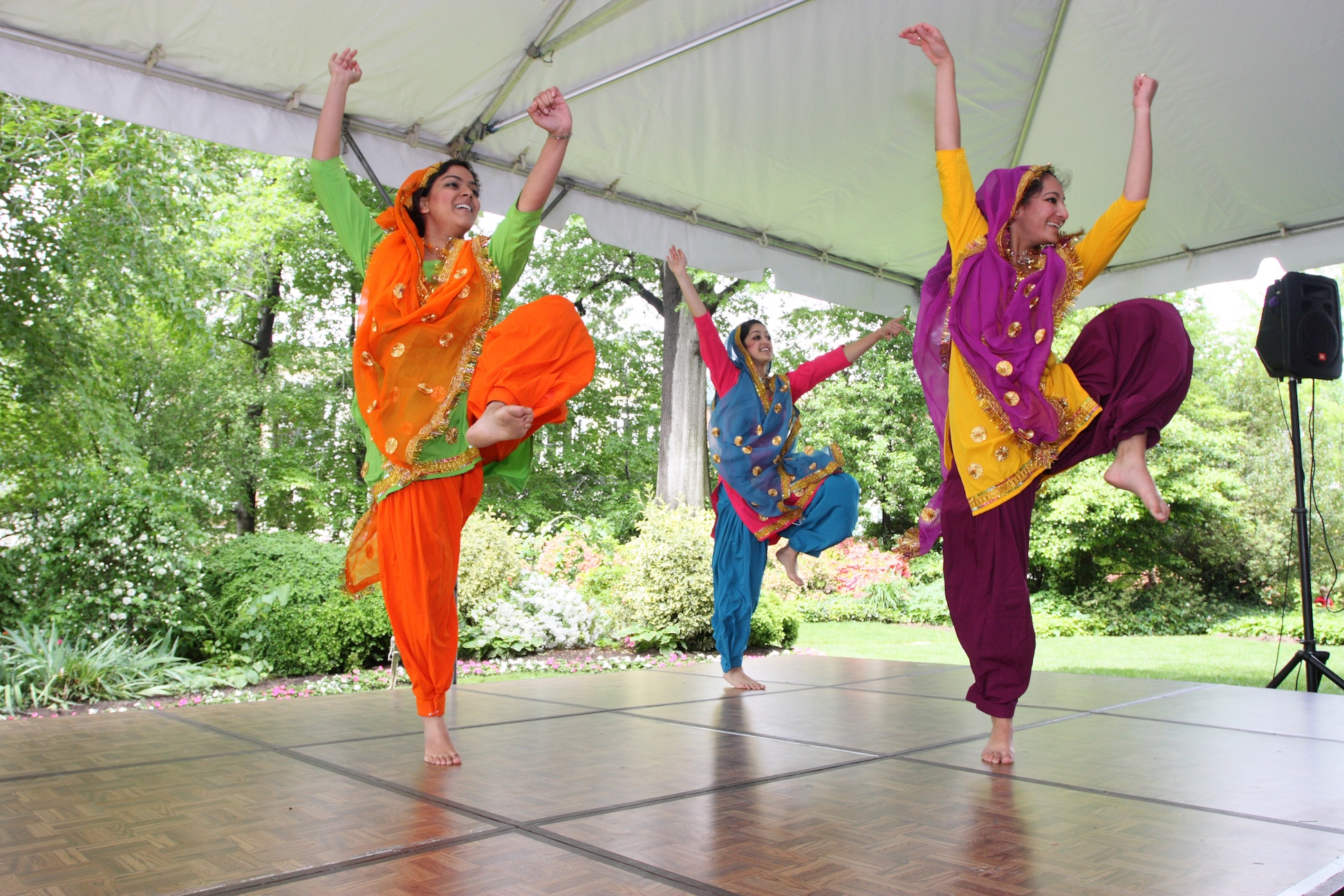
Bhangra

O Bhangra (em panjabe: ਭੰਗੜਾ, بھنگڑا) é uma forma de música e dança originária do Punjab, região da Índia e Paquistão. O bhangra surgiu como uma forma de celebrar o início do festival de Vaisakhi, tradicional do Punjab; os movimentos específicos refletem a maneira que os moradores cuidam de sua terra.
Esta arte musical se tornou ainda mais sintetizado, após a divisão da Índia, quando os refugiados de diferentes partes do Punjab compartilhado suas danças folclóricas com os indivíduos que residiam nas regiões em que se estabeleceram.
Estas danças híbridas culminaram com o Bhangra, começando a partir de apenas uma jogada e evoluindo mais tarde. Ela foi popularizada por artistas Punjabi das comunidades sikhs, com o qual agora é comumente associado.

## História
O Bhangra tradicional é uma forma de dança baseado em uma batida dhol chamado 'cantando bhangra' que tem como foco o movimento preciso das maos e a batida do tambor dhol, um único instrumento de cordas chamado iktar Ektara, o tumbi e o chimta. As músicas que acompanham são pequenos dísticos escritos na língua Punjabi chamado boli. Elas dizem respeito a questões atuais enfrentadas pelos cantores e o que eles realmente querem dizer. Na música folclórica Punjabi, um instrumento aparentado do dhol, o dholki, quase sempre foi usado para fornecer a batida principal. Hoje em dia o dhol é usado com mais frequência, com e sem o dholki.
Percussões adicionais, incluindo a tabla, são menos frequentemente utilizadas no bhangra como instrumentos solo, mas às vezes são usadas para acompanhar o dhol e dholki.
Considerando que a dança bhangra (e sua batida de acompanhamento dhol) fazem parte do gênero de música popular Punjabi, a música bhangra em si é um gênero que foi criado no início dos anos 80 por bandas no Reino Unido, que raramente ou nunca utilizam instrumentos tradicionais Punjabi diferentes do dholki.
As letras de muitas músicas Bhangra refletem a longa e frequentemente turbulenta história do Punjab, o conhecimento da história Punjabi oferece insights importantes sobre o significado da música. Durante os últimos trinta anos, o Bhangra teve popularidade no início dos anos 80 até meados dos anos 90, quando foi substituído pelo "Punjabi música folk / folk remixes Punjabi".
No final dos anos 1960 e 1970, vários cantores Punjabi do Reino Unido prepararam o terreno para o Bhangra se tornar um fenômeno de massa. O sucesso de muitos artistas Punjabi radicados no Reino Unido, criou uma base de fãs, inspirando novos artistas, e encontrou grande apoio tanto no Oriente e Ocidente Punjab. Estes artistas, alguns dos quais ainda estão ativos hoje, incluem, Heera Group, Alaap banda, AS Kang e Apna Sangeet.
Atualmente alguns artistas que fazem sucesso são Aaja Nachle, Dahler Mehndi e Bally Sagoo, com músicas como "Jayegee Balle Balle” “Bolo Ta Ra Ra” e “Ho".